# کیم کی-سو (بوکسور)
کیم کی-سو (انگلیسی: Kim Ki-soo; ۱۷ سپتامبر ۱۹۳۹ – ۱۰ ژوئن ۱۹۹۷) بوکسور اهل کره جنوبی بود.